# Indonesia AirAsia
PT. Indonesia AirAsia es una Aerolínea de bajo costo con base en Yakarta, Indonesia. Opera vuelos regulares domésticos y es la aerolínea asociada en Indonesia de la aerolínea de bajo coste malasia AirAsia. Su principal base de operaciones del Aeropuerto Internacional Soekarno-Hatta, Yakarta. En agosto de 2008, Air Asia Indonesia, así como todas las aerolíneas indonesias, fueron inhabilitadas para operar en la UE debido a motivos de seguridad. Desde el 15 de abril de 2009, todos los vuelos de cabotaje de AirAsia desde Yakarta se operan desde la terminal 3 si bien los vuelos internacionales continúan siendo operados en la terminal 2. Antes de trasladarse a la T3, la aerolínea volaba desde la Terminal 1C.

## Historia
La aerolínea fue fundada como Awair (Air Wagon International) en 1999 por Abdurrahman Wahid, anterior director de la organización Nahdlatul Ulama Muslim. Él posee el 40% de las acciones en la aerolínea tras ser elegido presidente de Indonesia en octubre de 1999. Comenzó a operar el 22 de junio de 2000 con aviones Airbus 300/310, aunque todos los vuelos fueron cancelados en 2002. Awair comenzó a operar vuelos de cabotaje dentro de Indonesia como una asociada de AirAsia en diciembre de 2004. El 1 de diciembre de 2005 Awair cambió su nombre por el de Indonesia AirAsia en línea con el resto de aerolíneas pertenecientes a la marca AirAsia en la región. AirAsia tiene el 49% del accionariado en la aerolínea.

## Flota

### Flota Actual
La flota de la aerolínea posee a enero de 2023 una edad media de 12.4 años.

## Incidentes
- 28 de diciembre de 2014

El vuelo QZ 8501 con 162 personas a bordo, un Airbus A320-200 que cubría la ruta Surabaya (Indonesia) - Singapur, perdió contacto con control de tráfico aéreo. Las autoridades iniciaron una operación de búsqueda y rescate luego de conocerse el incidente.